# Hyperaspis nunenmacheri
Hyperaspis nunenmacheri är en skalbaggsart som beskrevs av Thomas Casey 1908. Hyperaspis nunenmacheri ingår i släktet Hyperaspis och familjen nyckelpigor. Inga underarter finns listade i Catalogue of Life.